# Awassa
Awassa (vagy Hawassa, szidamó nyelven jelentése: „nagy”[forrás?]) város Etiópiában, 2006 óta a Déli nemzetek, nemzetiségek és népek szövetségi állam székhelye.

## Fekvése
A Nagy-hasadékvölgy közelében, az Awassa-tó partján fekszik, Addisz-Abebától 270 km-re délre, a Kairót Fokvárossal összekötő 4-es számú transz-afrikai főútvonal mentén.

## Történet
A várost Hailé Szelasszié császár rendelete alapján 1949-ben alapította Szidamó kormányzója, Rasz Mengesa Szijum. Elsősorban a környék mezőgazdasági termékeinek feldolgozása miatt volt szükség itt egy iparvárosra. Ez Etiópia egyetlen városa, mely tudományosan megalapozott tervek alapján épült.
1978-tól 1995-ig Sidamo tartomány fővárosa volt. 1994-ben a Sidamo Felszabadítási Front 194 tagját tartóztatták le és vetették itt börtönbe. 2002-ben az etióp központi kormány Awassát Addisz-Abebához és Dire Dawához hasonlóan önkormányzattal rendelkező várossá akarta nyilvánítani. Az ez ellen szervezett, főleg a sidamo népcsoport tagjaiból álló háromezer fős tüntetést a rendőrség szétverte, az összecsapás során 38 ember vesztette életét.

## Népesség
Awassa népessége a 2007-es népszámlálási adatok alapján 159.013 fő, ebből 81.954 férfi (51,6%) és 77.029 nő (48,4%). 1994-ben a város lakossága 69.169 fő volt, vagyis 2007-ig átlagosan évi 6,6%-kal növekedett.

## Látnivalók
- Fő látványossága a Szent Gábriel templom.
- A város jelentős oktatási központ: mezőgazdasági, erdészeti  és orvosi fakultással rendelkező egyetemét 1999-ben alapították. Emellett Adventista főiskolája is van.
- Repülőtere belföldi és Kenyába tartó járatokat is kiszolgál.
- A 25.000 fős Awassa Kenema Stadion a helyi focicsapat, az Awassa City FC hazai pályája.

## Fordítás
- Ez a szócikk részben vagy egészben  az   Awassa című angol Wikipédia-szócikk fordításán alapul.  Az eredeti cikk szerkesztőit annak laptörténete sorolja fel. Ez a jelzés csupán a megfogalmazás eredetét és a szerzői jogokat jelzi, nem szolgál a cikkben szereplő információk forrásmegjelöléseként.